# 훈즈: 제국의 탄생
"훈즈: 제국의 탄생"(러시아어: Хунны)은 2021년에 개봉한 러시아의 영화이다. 기원전 3세기 유라시아를 지배했던 훈 제국의 탄생 비화를 그린 전쟁 액션 영화이다.

## 캐스팅

### 주연
- 세르게이 바라
- 이반 베즈보로도프
- 베릭 부르마코프

### 조연
- 라즈미크 츠라기안
- 블라디미르 폭스
- 마리나 소콜로스카야
- 아누샤 살레트디노바